# Forêts mixtes atlantiques
Ne doit pas être confondu avec Forêt atlantique.
Localisation
Les forêts mixtes atlantiques forment une des écorégions définie par le WWF, qui couvre l'Europe de l'Ouest et plus précisément des parties de la Belgique, du Danemark, de la France, de l'Allemagne et les Pays-Bas. Elle se classe dans la catégorie de biome forêts tempérées d'arbres à feuilles caduques de l'écozone paléarctique. Elle couvre une superficie de 399 100 km2 et est considérée par celle-ci comme étant dans un état de conservation critique ou en danger.

## Caractéristiques géographiques

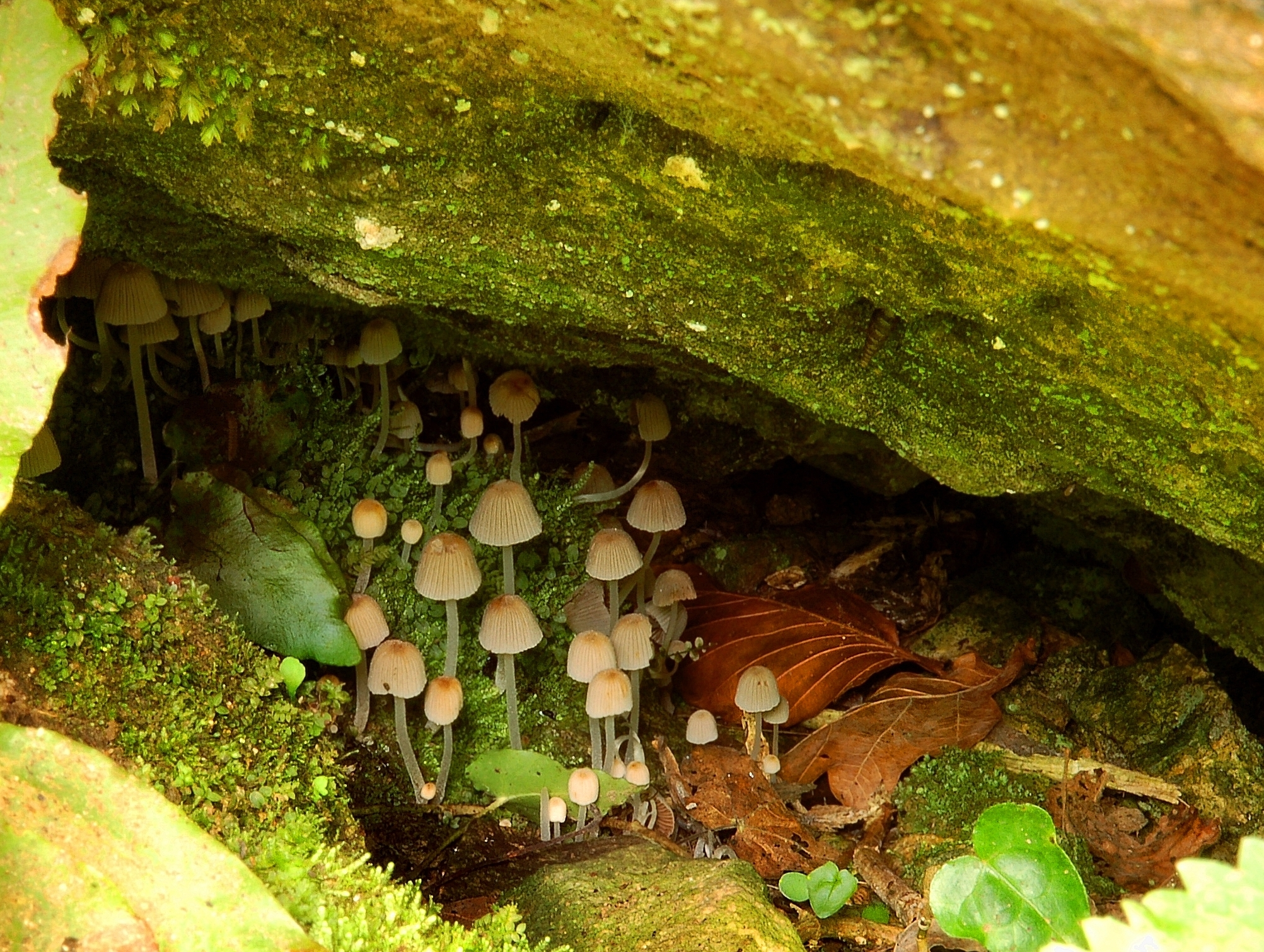
Des coprins disséminés à Furfooz.

On caractérise cette écorégion par ses côtes sableuses où se forment des dunes, qui, plus on s'enfonce dans le continent, deviennent des forêts mixtes. Ses dunes abritent une faune et une flore absolument unique, et les forêts sont surtout constituées de pins et/ou de hêtres. On trouve également quelques forêts de chênes. La Loire, la Gironde, la Seine, le Rhin, l'Ems, la Weser, et l'Elbe sont les cours d'eau qui traversent la région.

## Les menaces
Cette région contient quelques-uns des sols agricoles les plus productifs d'Europe. Ceux-ci étaient à la base des landes et des forêts mixtes. L'écologie de cette écorégion est menacée en raison de l'intensification de l'agriculture et de l'urbanisation favorisant toutes deux la fragmentation écopaysagère, mais aussi en raison de la pollution.

## Actions visant à sa sauvegarde
Plusieurs organismes lancent des campagnes visant à sauvegarder ce patrimoine biologique exceptionnel, qui est en train de perdre 40 % de ses espèces végétales. Ils encouragent par exemple tout-un-chacun à aménager son jardin de manière à attirer une faune et une flore spécifiquement locale ; c'est ce qu'on appellerait du jardinage écologique. Plus dans les régions continentales que côtières de la région PA0402, il est avant tout conseillé de n'implanter que des végétaux originaires de la région et de n'amener aucun animal, mais de les laisser venir (par exemple, pas de poissons dans une mare ou un étang). On conseille l'implantation de haies, d'étangs et de mares, de prairies de fauche à terres pauvres et d'arbres têtards. Si l'on veut des haies coupées, l'on n'a pas grand choix dans l'espèce d'arbuste choisi ; pour la plupart des régions seul le houx convient comme plante endogène. Il est plutôt conseillé d'implanter des haies sauvages à trois rangées de hauteur différentes (buissons et arbres), qui ont l'avantage d'abriter fortement du vent. Toute pièce d'eau doit être à proximité d'une zone semi-naturelle, où les insectes et amphibiens peuvent se réfugier. Une berge à pente douce de la mare doit y permettre un accès facile pour ceux-ci. La mare doit être ensoleillée. Et finalement, la prairie de fauche s'obtient en grattant la terre afin de mettre à ciel des semences ensevelies depuis parfois longtemps si on se trouve sur une ancienne prairie, ou en étrepant (c'est-à-dire décapant) si on se trouve dans un sol enrichi pour obtenir un sol assez pauvre, sur lequel les espèces envahissantes ne savent pas proliférer. La prairie doit être coupée une fois par an et le foin emporté, soit mi-juillet, soit mi-septembre, pour obtenir respectivement une floraison printanière et une floraison estivale.

## Parcs naturels
- Parc naturel régional du Vexin français
- Parc naturel régional des Boucles de la Seine normande
- Parc naturel régional Normandie-Maine
- Parc naturel régional du Perche
- Parc naturel régional des Marais du Cotentin et du Bessin
- Parc naturel régional de la Haute Vallée de Chevreuse

## Zones protégées
- Meersel Dreef, Province d'Anvers, Belgique
- Kwatsebrug, Province d'Anvers, Belgique
- Spijkerbroekje, Province d'Anvers, Belgique
- Halsche Bemd en Plan Pimpernel, Province d'Anvers, Belgique
- Lange Beemden, Province d'Anvers, Belgique
- Batenheide, Province d'Anvers, Belgique
- Spoorlijntje Weelde - Statie, Province d'Anvers, Belgique
- Turnhouts Vennengebied, Province d'Anvers, Belgique
- Koeiven, Province d'Anvers, Belgique
- De Klei, Province d'Anvers, Belgique
- Dombergheide, Province d'Anvers, Belgique
- Van de Veldereservaat, Province d'Anvers, Belgique
- Kijkverdriet, Province d'Anvers, Belgique
- Landschap De Liereman, Province d'Anvers, Belgique
- Bonte Klepper, Province d'Anvers, Belgique
- Kooldries, Province d'Anvers, Belgique
- Hoekse Beemden, Province d'Anvers, Belgique
- Fort van Brasschaat, Province d'Anvers, Belgique
- Het Rood, Province d'Anvers, Belgique
- Schans van Smoutakker, Province d'Anvers, Belgique
- Huzarenberg, Province d'Anvers, Belgique
- Ruige Heide, Province d'Anvers, Belgique
- Groot Buitenschoor, Province d'Anvers, Belgique
- Galgeschoor, Province d'Anvers, Belgique
- De Kuifeend - Grote Kreek, Province d'Anvers, Belgique
- Bospolder - Ekers Moeras, Province d'Anvers, Belgique
- Oude Landen, Province d'Anvers, Belgique
- Marbeleven, Province d'Anvers, Belgique
- Westmalse Heide, Province d'Anvers, Belgique
- Hegte heyde, Province d'Anvers, Belgique
- Gebroekt, Province d'Anvers, Belgique
- Visbeek - Kindernouw, Province d'Anvers, Belgique
- Schrieken, Province d'Anvers, Belgique
- De Gooren, Province d'Anvers, Belgique
- Frans Segersreservaat, Province d'Anvers, Belgique
- Winkelsbroek, Province d'Anvers, Belgique
- Drintjen Queten, Province d'Anvers, Belgique
- Tikkebroeken, Province d'Anvers, Belgique
- Goorbossen, Province d'Anvers, Belgique
- Biezen, Province d'Anvers, Belgique
- Hooiput, Province d'Anvers, Belgique
- Arendonkse Watering, Province d'Anvers, Belgique
- Graaf, Province d'Anvers, Belgique
- Maat, Province d'Anvers, Belgique
- Kluis, Province d'Anvers, Belgique
- Zoerselbos, Province d'Anvers, Belgique
- 't Asbroek, Province d'Anvers, Belgique
- Het Wijtschot, Province d'Anvers, Belgique
- Schijnvallei, Province d'Anvers, Belgique
- Hobokense Polder, Province d'Anvers, Belgique
- Wolvenberg, Province d'Anvers, Belgique
- Klein Zwitserland, Province d'Anvers, Belgique
- Zevenbergen, Province d'Anvers, Belgique
- Kleine Netevallei, Province d'Anvers, Belgique
- Abroek, Province d'Anvers, Belgique
- Kerkeheide, Province d'Anvers, Belgique
- Schupleer, Province d'Anvers, Belgique
- Getlagen, Province d'Anvers, Belgique
- Den Haert, Province d'Anvers, Belgique
- Heiberg, Province d'Anvers, Belgique
- Snepkensvijver, Province d'Anvers, Belgique
- Langendonk - Olens Gebroekt, Province d'Anvers, Belgique
- Mosselgoren, Province d'Anvers, Belgique
- Zegge, Province d'Anvers, Belgique
- Neerhelst - De Botten, Province d'Anvers, Belgique
- Buitengoor, Province d'Anvers, Belgique
- Parc naturel du Zwin, Knokke-Heist, Flandre-Orientale, Belgique
- Refuge Naturel de la Marache, Lasne, Brabant wallon, Belgique
- La prairie du Carpu, Rixensart, Brabant wallon, Belgique
- Le domaine Nysdam, La Hulpe, Brabant wallon, Belgique
- La réserve « Darquenne », Braine-le-Château, Brabant wallon, Belgique
- Les caves Pahaut, Orp-Jauche, Brabant wallon, Belgique
- Les marais de Saint-Remy-Geest, Jodoigne, Brabant wallon, Belgique
- La Buissière, Merbes-les-Châteaux, Hainaut, Belgique
- Les Burettes, Mons, Hainaut, Belgique
- Prés du Village, Mons, Hainaut, Belgique
- Espace Tilou, Mons, Hainaut, Belgique
- Thieu-Havré, Mons et Le Rœulx, Hainaut, Belgique
- Grand Pont, Chimay, Hainaut, Belgique
- Virelles, Chimay, Hainaut, Belgique
- Basse Nimelette, Chimay, Hainaut, Belgique
- Grand Rieu, Saint-Ghislain, Hainaut, Belgique
- Harchies-Hensies-Pommeroeul, Bernissart et Hensies, Hainaut, Belgique
- Préelles, Hensies, Hainaut, Belgique
- Landelies, Montigny-le-Tilleul, Hainaut, Belgique
- Marionville, Quaregnon et Saint Ghislain, Hainaut, Belgique
- Etang de la Marlière, Estinnes, Hainaut, Belgique
- Champ de Neutremont, Erquelinnes, Hainaut, Belgique
- Sébastopol, Châtelet, Hainaut, Belgique
- Viesville, Pont-à-Celles, Hainaut, Belgique
- Wiers, Péruwelz, Hainaut, Belgique